# 南阳公交
本主题介绍河南省南阳市市区的公交线路

## 公司简介
南阳市公共交通总公司始建于1972年11月，是南阳市唯一运营公共交通的公益性国有企业。

现有职工3106人，运营车辆700辆，运营线路37条，线路总里程610公里，年客运总量7200万人次。

## 机构设置
南阳市公共交通总公司下设五个运营分公司：
- 营运一分公司
- 营运二分公司
- 营运三分公司
- 营运六分公司
- 营运九分公司；

| 各分公司线路运营表 |                                                           |
| 一公司             | K5路，K8路，K10路，K12路，K16路，K23路，K24路，28路，34路 |
| 二公司             | K2路，K3路，K9路，K22路，25路，30路，32路                 |
| 三公司             | K1路，K14路，K15路，17路，K18路，K29路，33路              |
| 六公司             | K4路，7路，K11路，K13路，K20路，31路，K36路               |
| 九公司             | K6路，19路，K21路，K26路，K27路，35路                     |

下设四个经济实体：
- 出租车公司
- 广告公司
- 汽车修理厂
- 驾驶员培训中心。

## IC卡指南
一、卡种设置 :
初期对外拟设置成人普通记名卡、小学生卡、夕阳红卡、拥军卡四种。
1. 成人普通记名卡:办卡对象不限，乘车享受原票价八五折，可跨年跨月使用，一人持卡，多人同时乘车刷卡，可挂失，不可退卡。
2. 小学生卡: 只限本人使用，需附持卡人照片，乘车享受五折优惠，可挂失，不可退卡，每年在(7月1日-9月1日)进行年检。办理和年检时需要提供持卡人学生证、学校证明、户口本。
3. 夕阳红卡:该卡分金、银两种。办理对象为市区常住人口(含卧龙、宛城、高新三区)且符合以下条件，金卡使用者须年满70周岁以上，购买车厢人身意外险，每月免费乘坐70次，超出次数购票乘车，当月不足70次不逐月累计。银卡办理对象为年满60周岁以上，车厢人身意外险自愿购买，充值后半价乘车。金、银两种卡只限本人使用，须附照片，不可退卡。年检时间为每年11月1日-12月31日。丢失的夕阳红卡只能在规定月份办理，其他月份不予办理。
4. 拥军卡:携带身份证、退伍证、军残证、抚恤金证的退伍伤残军人办理拥军卡可享受常年免费乘车政策。每年需在规定时间年检。

二、办卡费用
初次办卡收取12元折旧费，补卡费用相同。
三、办卡地点
1. 独山大道公交总公司
2. 人民公园西门对面公交三公司
3. 火车站广场公交调度中心
4. 市民服务中心二楼

## 首末班时刻
本表首末班时刻来源于实时公交软件手机公交，与公交站牌首末班实际相差较大，本表仅供参考。
| 线路 | 方向                                          | 夏季(5月-9月) | 春秋(3、4、10月) | 冬季(11月-2月) |
| K1   | 师院西区→邓禹路信臣路口                       | 06:23-20:30   | 06:23-20:20      | 06:20-20:00    |
| K1   | 邓禹路信臣路口→师院西区                       | 06:20-20:30   | 06:20-20:20      | 06:20-20:00    |
| K2   | 火车站→蒲山二村                               | 06:20-19:10   | 06:20-19:00      | 06:20-18:30    |
| K2   | 蒲山二村→火车站                               | 06:56-19:12   | 06:50-19:00      | 06:50-18:30    |
| K3   | 火车站→大庄                                   | 06:20-20:30   | 06:20-20:20      | 06:20-20:00    |
| K3   | 大庄→火车站                                   | 06:20-20:03   | 06:20-19:53      | 06:30-19:33    |
| K4   | 火车站→南阳机场                               | 06:20-20:30   | 06:20-20:20      | 06:20-20:00    |
| K4   | 南阳机场→火车站                               | 06:20-20:30   | 06:20-20:20      | 06:20-20:00    |
| K5   | 火车站→新店乡公交站                           | 06:20-19:30   | 06:20-19:10      | 06:20-18:40    |
| K5   | 新店乡公交站→火车站                           | 07:30-19:30   | 07:25-19:05      | 07:25-18:40    |
| K6   | 范蠡路南阳市民服务中心(南阳人才市场)→南石医院 | 06:20-20:00   | 06:20-19:45      | 06:20-19:30    |
| K6   | 南石医院→范蠡路南阳市民服务中心(南阳人才市场) | 06:50-20:30   | 06:50-20:20      | 06:50-20:00    |
| 7    | 火车站→嘉鹏新能源公司                         | 06:20-19:20   | 06:20-19:00      | 06:20-18:30    |
| 7    | 嘉鹏新能源公司→火车站                         | 06:20-19:20   | 06:20-19:00      | 06:20-18:30    |
| K8   | 火车站→龙升工业园瑞格实业                     | 06:20-19:30   | 06:20-19:10      | 06:20-18:40    |
| K8   | 龙升工业园瑞格实业→火车站                     | 07:16-19:30   | 07:16-19:10      | 07:16-18:40    |
| K9   | 师院西区→公交二公司                           | 06:56-19:46   | 06:50-19:26      | 06:50-19:08    |
| K9   | 公交二公司→师院西区                           | 06:20-19:50   | 06:20-19:30      | 06:20-19:02    |
| K10  | 火车站→王村乡公交站                           | 06:20-19:30   | 06:20-19:10      | 06:20-18:40    |
| K10  | 王村乡公交站→火车站                           | 07:18-19:30   | 07:12-19:10      | 07:12-18:40    |
| K11  | 光彩国际公交站→魏营                           | 06:20-19:50   | 06:20-19:30      | 06:20-19:00    |
| K11  | 魏营→光彩国际公交站                           | 06:20-19:50   | 06:20-19:30      | 06:20-19:00    |
| K12  | 火车站→潦河镇                                 | 06:20-19:30   | 06:20-19:10      | 06:20-18:40    |
| K12  | 潦河镇→火车站                                 | 07:16-19:30   | 07:12-19:10      | 07:12-18:40    |
| K13  | 公交六公司→公交六公司(内环)                   | 06:20-19:50   | 06:20-19:30      | 06:20-19:00    |
| K13  | 公交六公司→公交六公司(外环)                   | 06:20-19:50   | 06:20-19:30      | 06:20-19:00    |
| K14  | 火车站→许平南高速口                           | 06:20-19:10   | 06:20-19:00      | 06:20-18:30    |
| K14  | 许平南高速口→火车站                           | 07:15-19:43   | 07:15-19:32      | 07:15-19:10    |
| K15  | 火车站→达士营公交站                           | 06:20-19:50   | 06:20-19:30      | 06:20-19:00    |
| K15  | 达士营公交站→火车站                           | 06:59-19:50   | 06:59-19:30      | 06:55-19:00    |
| K16  | 光彩国际公交站→丁奉店                         | 06:20-19:50   | 06:20-19:32      | 06:20-19:00    |
| K16  | 丁奉店→光彩国际公交站                         | 06:32-19:50   | 06:32-19:28      | 06:37-19:00    |
| 17   | 火车站→市十一中                               | 06:20-19:50   | 06:20-19:30      | 06:20-19:00    |
| 17   | 市十一中→火车站                               | 07:06-20:00   | 07:05-19:30      | 07:05-19:00    |
| K18  | 火车站→信臣路和谐家园                         | 06:20-19:50   | 06:20-19:30      | 06:20-19:00    |
| K18  | 信臣路和谐家园→火车站                         | 06:20-19:50   | 06:20-19:30      | 06:20-19:00    |

| 线路 | 方向                                                | 夏季(5月-9月) | 春秋(3、4、10月) | 冬季(11月-2月) |
| 19   | 滨河路雪枫桥→市公交总公司                           | 06:50-19:52   | 06:50-19:26      | 06:50-19:00    |
| 19   | 市公交总公司→滨河路雪枫桥                           | 06:20-19:15   | 06:20-19:00      | 06:20-18:30    |
| K20  | 防爆集团特机公司→孔明路体育中心                     | 06:20-19:50   | 06:20-19:30      | 06:20-19:00    |
| K20  | 孔明路体育中心→防爆集团特机公司                     | 06:20-19:50   | 06:20-19:30      | 06:20-19:00    |
| K21  | 火车站→河南工院                                     | 06:40-19:49   | 06:40-19:30      | 06:40-19:00    |
| K21  | 河南工院→火车站                                     | 06:20-19:14   | 06:20-19:00      | 06:20-18:30    |
| K22  | 范蠡路南阳市民服务中心(南阳人才市场)→白河路伏牛路口 | 06:20-19:50   | 06:20-19:30      | 06:20-19:00    |
| K22  | 白河路伏牛路口→范蠡路南阳市民服务中心(南阳人才市场) | 06:51-19:50   | 06:56-19:28      | 06:56-19:04    |
| K23  | 滨河路雪枫桥→张衡路孔明路口                         | 06:20-19:50   | 06:20-19:30      | 06:20-19:00    |
| K23  | 张衡路孔明路口→滨河路雪枫桥                         | 06:30-19:50   | 06:30-19:30      | 06:30-19:00    |
| K24  | 田源新城公交枢纽站→河南工院                         | 06:20-19:50   | 06:20-19:30      | 06:20-19:00    |
| K24  | 河南工院→田源新城公交枢纽站                         | 06:32-19:50   | 06:35-19:25      | 06:35-19:00    |
| 25   | 中光学公司→南阳机场                                 | 06:45-19:15   | 06:52-18:58      | 06:52-18:25    |
| 25   | 南阳机场→中光学公司                                 | 06:30-19:20   | 06:30-19:00      | 06:30-18:30    |
| K26  | 田源新城公交枢纽站→李宁体育公园                     | 06:50-19:50   | 06:50-19:30      | 06:50-19:00    |
| K26  | 李宁体育公园→田源新城公交枢纽站                     | 06:20-19:20   | 06:20-19:00      | 06:20-18:30    |
| K27  | 传世温泉公馆→大庄                                   | 06:30-19:50   | 06:30-19:30      | 06:30-19:01    |
| K27  | 大庄→传世温泉公馆                                   | 06:20-19:15   | 06:20-19:02      | 06:20-18:32    |
| 28   | 火车站→双铺                                         | 06:20-19:30   | 06:20-19:10      | 06:20-18:40    |
| 28   | 双铺→火车站                                         | 07:18-19:30   | 07:19-19:10      | 07:19-18:40    |
| K29  | 张衡路独山大道口→滨河路雪枫桥西                     | 06:20-19:50   | 06:20-19:30      | 06:20-19:00    |
| K29  | 滨河路雪枫桥西→张衡路独山大道口                     | 06:20-19:50   | 06:20-19:30      | 06:20-19:00    |
| 30   | 火车站→杜诗路公交站                                 | 06:48-19:24   | 06:44-18:56      | 06:40-18:24    |
| 30   | 杜诗路公交站→火车站                                 | 06:20-19:24   | 06:20-19:00      | 06:20-18:30    |
| 31   | 火车站→嘉鹏新能源公司                               | 06:20-        | 06:20-19:00      | 06:20-18:30    |
| 31   | 嘉鹏新能源公司→火车站                               | 06:20-        | 06:20-19:00      | 06:20-18:30    |
| 32   | 医圣祠街孔明路口→光彩国际公交站                     | 06:20-        | 06:20-           | 06:20-18:44    |
| 32   | 光彩国际公交站→医圣祠街孔明路口                     | 06:32-        | 06:32-           | 06:32-18:32    |
| 33   | 市公交总公司→滨河路雪枫桥                           | 06:25-        | 06:25-           | 06:25-19:00    |
| 33   | 滨河路雪枫桥→市公交总公司                           | 06:20-        | 06:20-           | 06:20-19:00    |
| 34   | 医圣祠街孔明路口→南方木业                           | 06:31-        | 06:31-           | 06:31-18:40    |
| 34   | 南方木业→医圣祠街孔明路口                           | 06:20-        | 06:20-           | 06:20-18:40    |
| 35   | 杜诗路公交站→滨河路雪枫桥                           | 06:20-        | 06:20-           | 06:20-18:20    |
| 35   | 滨河路雪枫桥→杜诗路公交站                           | 06:50-        | 06:50-           | 06:50-18:58    |
| K36  | 家具博览中心→张衡路孔明路口                         | 06:20-19:50   | 06:20-19:30      | 06:20-19:00    |
| K36  | 张衡路孔明路口→家具博览中心                         | 06:20-19:50   | 06:20-19:30      | 06:20-19:00    |

## 运营线路
2017年南阳城区有线路31条，另有5条观光线路。
多数线路以南阳火车站为终点站。
其中K代表空调车。目前部分(K1-13)线路更新到2017年
- K1路(更新到2017年) -

邓禹路信臣路口 - 邓禹路张衡路口 - 南阳广电中心 - 南阳市民服务中心(南都路) - 光武路孔明路口 - 孔明路光武路口南 - 建设路孔明路口 - 建设路文明路口 - 建设路独山大道东 - 建设路独山大道西 - 宇信凯旋城 - 建设路仲景路口 - 魏公桥 - 市肢体康复中心 - 建设路工农路口西 - 建设路人民路口 - 人民公园 - 新华路人民路口西 - 新华路文化路口 - 新华路工业路口东 - 南阳市骨科医院 - 火车站 - 车站路中州路口 - 车站路七一路口 - 武侯路车站路口西 - 武侯路北京路口东 - 武侯路北京路口 -北京路卧龙路口北 - 卧龙路北京路口西 - 师院西区   
- K2路 -

南阳火车站 - 新华路新西南巷 - 新华路工业路口东 - 文化路新华路口北 - 文化路八一路口 - 文化路建设路口 - 建设路人民路口西 - 光武路人民路口 - 光武路工农路口 - 光武路仲景路口西 - 仲景路光武路口北 - 仲景路范蠡路口 - 仲景路张衡路口 - 仲景路两相路口 - 仲景路信臣路口 - 仲景路杜诗路口南 - 仲景路杜诗路口北 - 车辆管理所 - 仲景路靖宇路口 - 中山驾校- 柳树店- 南阳医用氧气厂- 槐树湾- 黄渠河 - 北王庄 - 华锋水泥厂 - 棉花库 - 煤站口 - 井洼 - 蒲山镇公交站   
- K3路 -

南阳火车站 - 车站路中州路口(南阳眼视光医院) - 车站路七一路口 - 车站路卧龙路口东 - 卧龙路港岛路口 - 卧龙路工业路口西 - 滨河路卧龙路口 - 文化路红庙路口 - 七一路梅溪路口 - 人民路中州路口 - 南阳府衙 - 人民公园 - 人民路建设路口 - 人民路光武路口 - 人民路汉冶路口 - 人民路范蠡路口 - 华东村 - 人民路两相路口 -人民路信臣路口 - 信臣路人民路口 -七里园北口 - 七里香溪 - 公交二公司 -  信臣路独山大道东 - 大庄 (可能会延伸的线路: 信臣路南都路口（顺安白云检测线） - 大屯 - 信臣路孔明路口 - 南阳体育场 - 孔明路杜诗路口 - 河南工院)   
- K4路 -

南阳火车站 -中州路车站路口东 - 中州路永安路口 - 中州路工业路口西 - 七一路工业路口 - 文化路红庙路口 - 伏牛路白河路口 - 伏牛路长江路口北 - 长江路伏牛路口 - 枣林 - 南阳理工学院 - 家具博览中心 - 长江路泰山路口 - 长江路独山大道西 - 长江路独山大道口 - 啤酒厂 - 长江路溧源路口西 - 长江路溧源路口 - 白河镇政府 (上行： 白河街道办事处) - 白河镇卫生院 - 魏营 - 杨官营 - 光武路长江路口 - 南阳机场   
- 5路 -

火车站 - 新华路新西南巷 - 工业路新华路口北 - 工业路八一路口南 - 工业路八一路口北 - 工业路建设路口 - 工业路光武路口 - 光武路人民路口 - 光武路工农路口 - 光武路仲景路口西 - 光武路仲景路口东 - 光武路明山路口 - 光武路独山大道口 - 独山大道汉冶路口 - 市公交总公司 - 独山大道张衡路口南 - 普惠体检 - 包庄 - 张衡路南阳市民服务中心 - 尚座花园 - 张衡路孔明路口 - 张衡路滨河路口 - 滨河路信臣路口 - 盆窑 - 迎宾大道长江路口 - 迎宾大道新店路口 - 雷庄 - 范营 - 张小洼 - 月季集团 - 英庄 - 英北路口 - 红新路口 - 新店乡公交站   
- K6路 -

南石医院 - 中州路北京路口西 - 市城市管理局 - 中州路百里溪路口 - 中州路车站路口西 - 火车站 - 新华路新西南巷 - 工业路新华路口南 - 中州路工业路口东 - 市政府 - 中州路人民路口西 - 南阳府衙 - 新华路人民路口东 - 新华路工农路口 - 新华路解放路口 - 新华路菜市街口 - 新华路仲景路口 - 新华路明山路口西 - 文华南阳天地 - 新华路独山大道口 - 独山大道医圣祠街口 - 独山大道建设路口南 - 建设路独山大道东 - 建设路文明路口 - 建设路孔明路口 - 孔明路光武路口南 - 光武路孔明路口 - 南都路南阳市民服务中心 - 范蠡路南阳市民服务中心(南阳人才市场)   
- 7路 -

火车站 - 新华路工业路口西 - 新华路工业路口东 - 文化路新华路口南 - 文化路文化宫街 - 文化路中州路口 - 文化路红庙路口 - 白河路伏牛路口 - 南阳市五中 - 育阳桥 - 白河路仲景大桥西 - 白河路仲景大桥东 - 白河路泰山路口西 - 白河路泰山路口东 - 白河路独山大道口 - 长江路独山大道口 - 商苑市场 - 赵营 - 赵营南 - 瓦房庄 - 南新路雪枫路口北 - 南新路雪枫路口南 - 新寺庄 - 南新路纬八路口 - 老良庄 - 溧河新街口 - 南新路纬十路口(董庄) - 嘉鹏新能源公司   
- 7B路 -

火车站 - 新华路工业路口西 - 新华路工业路口东 - 文化路新华路口南 - 文化路文化宫街 - 文化路中州路口 - 文化路红庙路口 - 白河路伏牛路口 - 南阳市五中 - 育阳桥 - 白河路仲景大桥西 - 白河路仲景大桥东 - 白河路泰山路口西 - 白河路泰山路口东 - 白河路独山大道口 - 独山大道白河路口 - 长江路独山大道口 - 商苑市场 - 赵营 - 赵营南 - 瓦房庄 - 南新路雪枫路口北 - 南新路雪枫路口南 - 新寺庄 - 南新路纬八路口 - 老良庄 - 溧河新街口 - 范蠡路南阳市民服务中心 - 纬十路南新路口西 - 新能源产业区   
- K8路 -

火车站 - 新华路新西南巷 - 工业路新华路口北 - 工业路八一路口南 - 建设路工业路口 - 建设路车站路口 - 百里奚路建设路口南 - 百里奚路麒麟路口 - 麒麟路百里奚路口 - 七局医院（三鑫园小区） - 麒麟路北京路口 - 北京路麒麟路口 - 北京路光武路口南 - 北京路光武路口北 - 北京路张衡路口南 - 北京路张衡路口北 - 北京路信臣路口 - 后田洼 - 邢庄（奥博物流港） - 西兰营 - 闫沟 - 邵沟 - 示佳光电 - 于岗村 - 锦兴电气 - 南阳赛格电子城 - 龙升大道二号路口 - 南阳卧龙综合保税区 - 育龙光电园 - 岗坡村 - 牧原集团 - 龙升工业园瑞格实业   
- K9路 -

公交二公司 - 七里香溪 - 七里园北口 - 信臣路人民路口 - 人民路信臣路口 - 人民路两相路口 - 工业路张衡路口 - 工业路范蠡路口南 - 工业路汉冶路口 - 工业路光武路口 - 工业路建设路口 - 八一路工业路口 - 八一路三里桥 - 车站路八一路口 - 火车站 - 新华路新西南巷 - 工业路新华路口南 - 人保财险 - 工业路七一路口 - 工业路红庙路口 - 卧龙路工业路口西 - 卧龙路港岛路口 - 武侯祠 - 中医学院 - 卧龙路北京路口东 - 卧龙路北京路口西 - 师院西区
- K10路 -

南阳火车站 - 南阳市眼视光医院 - 百里奚路中州路口 - 市第九人民医院 - 麒麟路百里奚路口 - 七局医院(三鑫源小区) - 麒麟路北京路口 - 北京路麒麟路口 - 北京路光武路口南 - 北京路光武路口北 - 北京路张衡路口南 - 北京路张衡路口北 - 北京路信臣路口 - 后田洼 - 邢庄(奥博物流港) - 西兰营 - 闫沟 - 邵沟 - 石膏坑 - 二十里岗东 - 二十里岗 - 兴达钢材市场 - 安皋路口 - 秦庄 - 王村中学 - 王村乡政府 - 王村乡公交站  
- K11路 -

泰祥汽车城公交站 - 高庄路口 - 朱庄 - 魏营新村 - 魏营 - 白河镇卫生院 - 白河街道办事处 - 长江路溧源路口 - 长江路溧源路口西 - 啤酒厂 - 长江路独山大道口 - 白河路独山大道口 - 白河路泰山路口东 - 白河路泰山路口西 - 白河路仲景大桥东 - 温凉河桥 - 育阳桥 - 人民路中州路口 - 南阳府衙 - 新华路人民路口西 - 新华路文化路口 - 新华路工业路口东 - 工业路八一路口南 - 建设路工业路口 - 建设路车站路口 - 百里奚路建设路口北 - 百里奚路光武路口 - 百里奚路张衡路口（光彩市场） - 张衡路百里奚路口 - 光彩国际公交站  
- K12路 -

火车站 - 南阳眼视光医院 - 中州路百里溪路口 - 市城市管理局 - 崔庄 - 北京路武侯路口 - 北京路卧龙路口南 - 北京路雪枫路口 - 雪枫路北京路口西 - 天方预制建材厂 - 双石碑 - 南阳监狱 - 郑岗 - 宛坪高速卧龙站 - 辛店(上行 ：辛店东) - 辛店西 - 闫庄 - 五里铺 - 市八中 - 潦河镇   
- 13路(环行)-

公交六公司 - 长江路独山大道西 - 独山大道长江路口 - 独山大道滨河路口 - 独山大道新华路口 - 独山大道医圣祠街口 - 独山大道建设路口南 - 独山大道建设路口 - 独山大道光武路口 - 独山大道汉冶路口 - 范蠡路明山路口 - 范蠡路仲景路口东 - 范蠡路工农路口东 - 范蠡路工农路口西 - 人民路范蠡路口 - 人民路汉冶路口 - 人民路光武路口 - 人民路建设路口 - 人民公园 - 南阳府衙 - 人民路中州路口 - 七一路梅溪路口 - 文化路红庙路口 - 伏牛路白河路口 - 伏牛路长江路口北 - 长江路伏牛路口 - 枣林 - 南阳理工学院 - 公交六公司   
- 15路 -

南阳火车站 - 国际饭店 - 纺织站 - 文化路口 - 八一路口 - 文化路北口 - 南阳电厂 - 丽都花园酒店 - 市五交化公司 - 工农路口 - 市中心医院 - 光武路口 - 汉冶游园 - 汉冶村 - 万正小区 - 七里园南口 - 星光学校 - 张衡路口 - 高新路口 - 七里园东口 - 卧龙驾校 - 油泵油嘴厂 - 市车管所 - 独山部队 - 独山村委 - 独山公墓 - 邢营 - 达士营 
- 16路 -

南阳火车站 - 卫校 - 二胶厂 - 卧龙岗 - 艺术高中 - 彭营 - 财政干校 - 唐湾 - 王营 - 市金牛彩印公司 - 油漆化工厂 - 锌业公司   
- 17路 -

南阳火车站 - 国际饭店 - 纺织站 - 文化路口 - 八一路口 - 文化路北口 - 南阳电厂 - 丽都花园酒店 - 市五交化公司 - 工农路口 - 市中心医院 - 光武路口 - 汉冶游园 - 汉冶村 - 万正小区 - 七里园南口 - 星光学 - 张衡路口 - 明山路口 - 兴宛学校 - 钢管厂 - 交通驾校 - 大庄 - 大屯路口 - 大屯学校 - 大屯村委河南工院   
- 18路 -

南阳火车站 - 卫校 - 七一路 - 中医院 - 市法院 - 师范 - 南阳宾馆 - 卧龙区委 - 淯阳桥 - 解放广场 - 校场路口 - 烟厂 - 医圣祠 - 魏公桥 - 汽车东站 - 防爆路口 - 防爆厂 - 尚庄 - 张衡路口 - 高新路口 - 七里园东口站 - 七里园站(疼痛医院)   
- 19路 -

东环停车场 - 五福井 - 柴庄路口 - 东苑小区 - 宛城二医院 - 医圣祠街东口 - 新秦庄 - 安庄 - 医圣祠 - 医圣祠街西口 - 魏公桥南 - 魏公桥北 - 鸭灌局 - 六商店 - 中心医院 - 光武路口 - 口腔医院 - 化学制药厂 - 柴油机厂 - 起动工具厂 - 精神病院 - 果品市场 - 槐树庄 - 陶瓷市场 - 麒麟路口 - 七局医院 - 京达宾馆 - 二机厂口 - 崔庄 - 武侯路口 - 南阳师院西区 
- 20路 -

明珠鞋城 - 东苑小区 - 魏公桥 - 市三中 - 丽都花园酒店 - 文化路北口 建西路口 - 八一路交叉口 - 新华路口 - 妇幼保健院 - 城市广场 - 方圆审计事务所 - 七一路口（党校） - 卧龙大桥 - 白河大道口 - 白河加油站 - 市广播电台 - 幸福小区 - 市棉一厂 - 方圆药业公司 - 万杰中学  
- 21路 -

南阳火车站 - 卫校 - 南都宾馆 - 南阳影剧院 - 党校 - 卧龙大桥 - 同乐巷 - 淯滨桥 - 解放广场 - 龙泉阁 - 二技校 - 包庄 - 新华路口 - 药材市场 - 宛城医院 - 东苑小区 - 柴庄路口 - 五福井 - 公交环东停车场 - 兴宛学校 - 南阳钢管厂 - 交通驾校   
- 22路 -

白河南停车场 - 棉纺厂 - 南新路口 - 白河桥南 - 白河桥北 - 校场路口 - 包庄 - 龙泉阁 - 南北园 - 鸡爪街口 - 市中医外科医院 - 新华宾馆 - 王府饭店 - 金汉丰 - 人民公园 - 丝织厂桥 - 口腔医院 - 南航大厦 - 兴大花园 - 市政协 - 天山路口 - 教师公寓 - 尚庄   
- 23路 -

市烟草局 - 体育中心 - 独山大道口 - 第二技工学校 - 明山路 - 校场路口 - 解放广场 -中州东路 - 市第一人民医院 - 梅溪路口 - 南阳宾馆 - 市建委 - 二胶厂 - 医专附院（原卫校） - 南阳火车站  
- 26路 -

武侯祠 - 中州路 - 中心广场 - 南阳府衙 - 南阳商场 - 南阳卷烟厂 - 医圣祠 - 义乌小商品市场 - 东苑小区 - 宛城区法院 - 市一中   
- 28路 -

独山大道口 - 市二技校 - 烟厂三库 - 龙泉阁 - 南北园 - 校场路口 - 解放广场 - 市第五小学 - 市第一医院站/豫宛宾馆/中心广场/南阳府衙/大统百货/丹尼斯 - 中州路 - 梅溪南路 - 七一路 - 市委 - 文化路 - 党校 - 红庙路口 - 卧龙大桥北 - 白河南 - 伏牛路 - 南阳海关 - 宁西铁道口 - 二十里屯   
- 29路 -

张衡路东口 - 独山大道 - 柴庄路口 - 光武路 - 防爆口 - 仲景路 - 医圣祠 - 老农校(牛奶厂巷) - 南阳王府饭店 - 南阳商场 - 梅溪路北口 - 工业路商城站 -南阳市海洋数码图片社 - 亚细亚 - 国税局 - 中医院 - 二胶厂 - 车站南路 - 卧龙路 - 卧龙岗武侯祠 - 南阳市中医外科医院   
- 36路 -

白河南兴隆路方圆大厦 - 兴隆路 - 伏牛路 - 卧龙路 - 工业路 - 光武路 - 人民路张衡东路口公安大厦   
- 901路：观光巴士
- 902路：观光巴士
- 903路：观光巴士
- 906路：观光巴士
- 908路：观光巴士

医圣祠—解放广场—王府山—人民公园/南阳商场—南阳府衙－淯阳桥（白河游览区）—卧龙大桥/南阳宾馆—玉器厂/烙花厂—汉画馆－武侯祠

## 城市公交规划
- 未来3年，市城区拟新辟公交线路11条

## 南阳市下属各县公交线路
- 邓州公交
- 镇平公交